# Panama i olympiska sommarspelen 2000
Panama deltog i de olympiska sommarspelen 2000 med en trupp bestående av sex deltagare, fyra män och två kvinnor, men ingen av landets deltagare erövrade någon medalj.

## Friidrott
Herrarnas 400 meter häck
- Curt Young
  - Omgång 1 – 52.46 (gick inte vidare)